# Shandong Nuzi Paiqiu Dui 2012-2013
Questa voce raccoglie le informazioni riguardanti lo Shandong Nuzi Paiqiu Dui nelle competizioni ufficiali della stagione 2012-2013.

## Organigramma societario
Area tecnica
- Allenatore: An Jiajie

## Rosa
| N° | Nome           | Ruolo | Data di nascita  | Nazionalità sportiva |
| -- | -------------- | ----- | ---------------- | -------------------- |
| 1  | Liu Weina      | S     | 1º luglio 1984   | Cina                 |
| 2  | Wang Ying      | L     | 7 gennaio 1992   | Cina                 |
| 3  | Zhou Shanshan  | C     | 26 gennaio 1985  | Cina                 |
| 4  | Yuan Caixia    | S/O   | 24 aprile 1989   | Cina                 |
| 5  | Liu Yajing     | C     | 3 luglio 1989    | Cina                 |
| 6  | Wang Nan       | P     | 13 agosto 1984   | Cina                 |
| 7  | Zhang Xin      | S     | 13 marzo 1992    | Cina                 |
| 8  | Jie Lei        | S     | 25 luglio 1986   | Cina                 |
| 9  | Wang Lin       | S     | 1º gennaio 1993  | Cina                 |
| 10 | Zhang Bingbing | S     | 16 febbraio 1995 | Cina                 |
| 11 | Liu Li         | C     | 29 agosto 1991   | Cina                 |
| 12 | Qian Jingwen   | C     | 11 maggio 1998   | Cina                 |
| 13 | Wang Min       | S/O   | 20 giugno 1987   | Cina                 |
| 14 | Zhao Yu        | C     | 18 febbraio 1986 | Cina                 |
| 15 | Sun Qian       | P     | 20 gennaio 1991  | Cina                 |
| 16 | Cheng Long     | P     | 25 marzo 1993    | Cina                 |
| 17 | Yang Ge        | S/O   | 15 febbraio 1989 | Cina                 |
| 18 | Gao Tianhui    | S/O   | 2 febbraio 1993  | Cina                 |